# Cançoner del Marquès de Barberà
El Cançoner del Marquès de Barberà és un cançoner medieval compilat al darrer terç del segle XV per Francesc Galceran de Pinós i Fenollet. Inclou peces d'autors castellans i catalans realitzades entre 1438 i 1470. El còdex, que conserva la relligadura original, ha passat per l'arxiu del marquès de Barberà i la Biblioteca de Catalunya, es troba a la biblioteca del monestir de Montserrat des de 1956.
El cançoner està compilat per una sola mà. Una secció amb peces anònimes presenta variants d'autor, en poesies que s'han d'atribuir al compilador.
En la tradició catalana de cançoners la sigla atorgada per Massó i Torrents és S¹. En la tradició castellana del cançoners, la sigla atorgada per Dutton és BM1.